# Contea di Quitman (Georgia)
La contea di Quitman, in inglese Quitman County, è una contea dello Stato della Georgia, negli Stati Uniti. La popolazione al censimento del 2000 era di 2 598 abitanti. Il capoluogo della contea è Georgetown.

## Geografia fisica
Lo United States Census Bureau certifica che l'estensione della contea è di 417 km², di cui 392 km² composti da terra e 25 km² composti di acqua.

## Infrastrutture e trasporti

### Strade
- U.S. Highway 82
- Georgia State Route 27
- Georgia State Route 39

## Contee confinanti
- Contea di Stewart, Georgia - nord
- Contea di Randolph, Georgia - est
- Contea di Clay, Georgia - sud
- Contea di Barbour, Alabama - ovest

## Storia
La contea fu costituita il 10 dicembre 1858.

## Città
- Georgetown